# جو كيندال
جو كيندال (بالإنجليزية: Joe Kendall)‏ هو لاعب كرة قدم أمريكية أمريكي، ولد في 2 أكتوبر 1909 في أوينسبورو في الولايات المتحدة، وتوفي بنفس المكان في 25 نوفمبر 1965.